# 1,3-二氧杂环丁烷二酮
1,3-二氧杂环丁烷二酮也称为1,3-二氧杂环丁烷-2,4-二酮，是一种假想的碳氧化物，其分子式为C2O4。1,3-二氧杂环丁烷二酮是1,2-二氧杂环丁烷二酮的同分异构体。该化合物可视为二氧化碳的环状二聚物或1,3-二氧杂环丁烷的二羰基取代物。
理论研究预测1,3-二氧杂环丁烷二酮在室温下是非常不稳定的，半衰期可能不到1.1μs；但在-196 ℃左右的低温环境中则可能是稳定的。